# Акселі Галлен-Каллела
Акселі Ґаллен-Каллела (фін. Akseli Gallen-Kallela; 26 квітня 1865, Порі, Велике князівство Фінляндське, Російська імперія — 7 березня 1931, Стокгольм, Швеція) — фінський художник зламу XIX–XX століть, швед за походженням. Представник символізму, автор відомих ілюстрафій та фресок на сюжети національного епосу «Калевала». Малював також побутові сцени, пейзажі, іноді — портрети.

## Життєпис

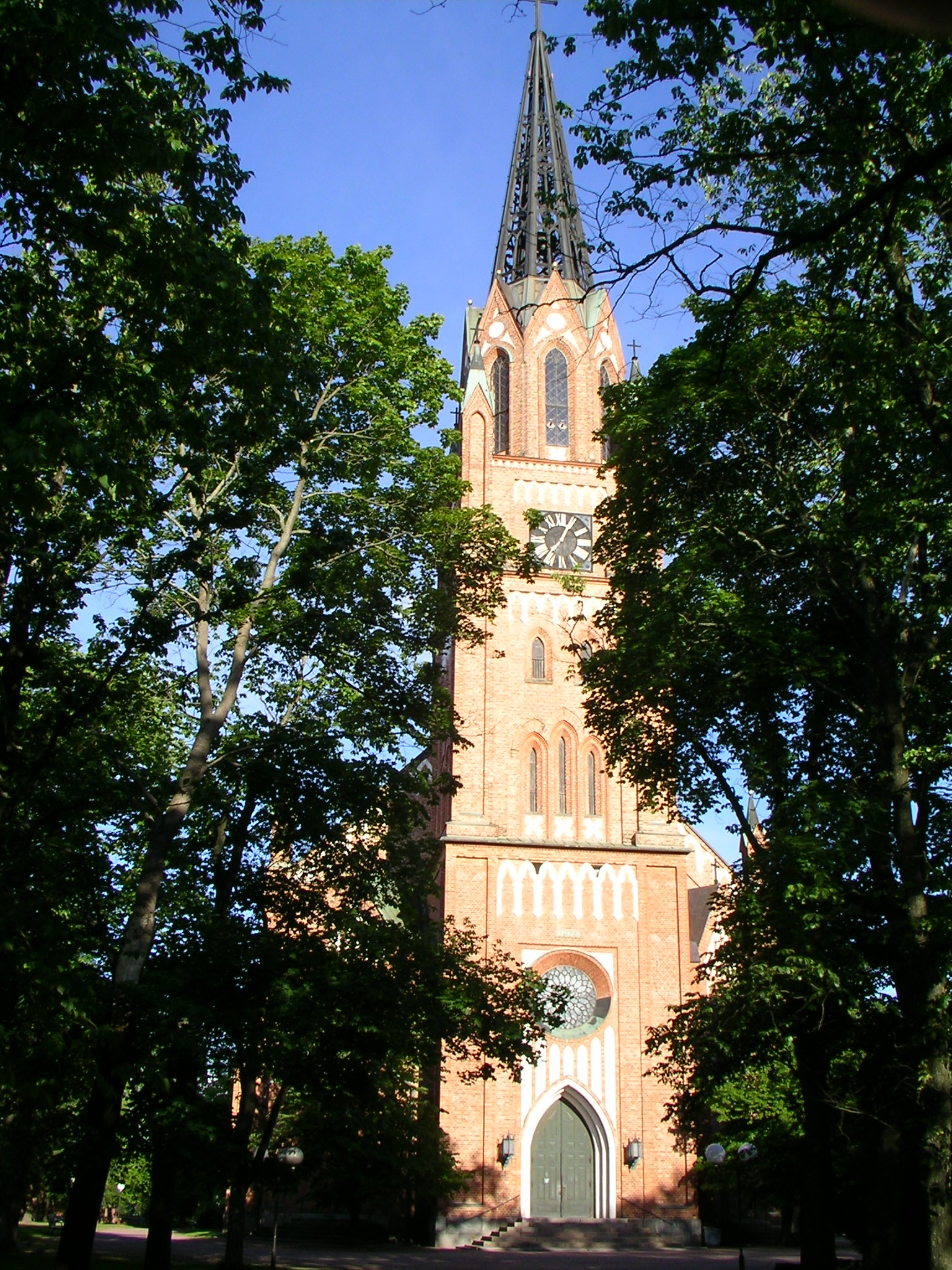
Головна лютеранська кірха в місті Порі

Народився в місті Порі. Походить з родини юриста. Швед за походженням.

### У Парижі

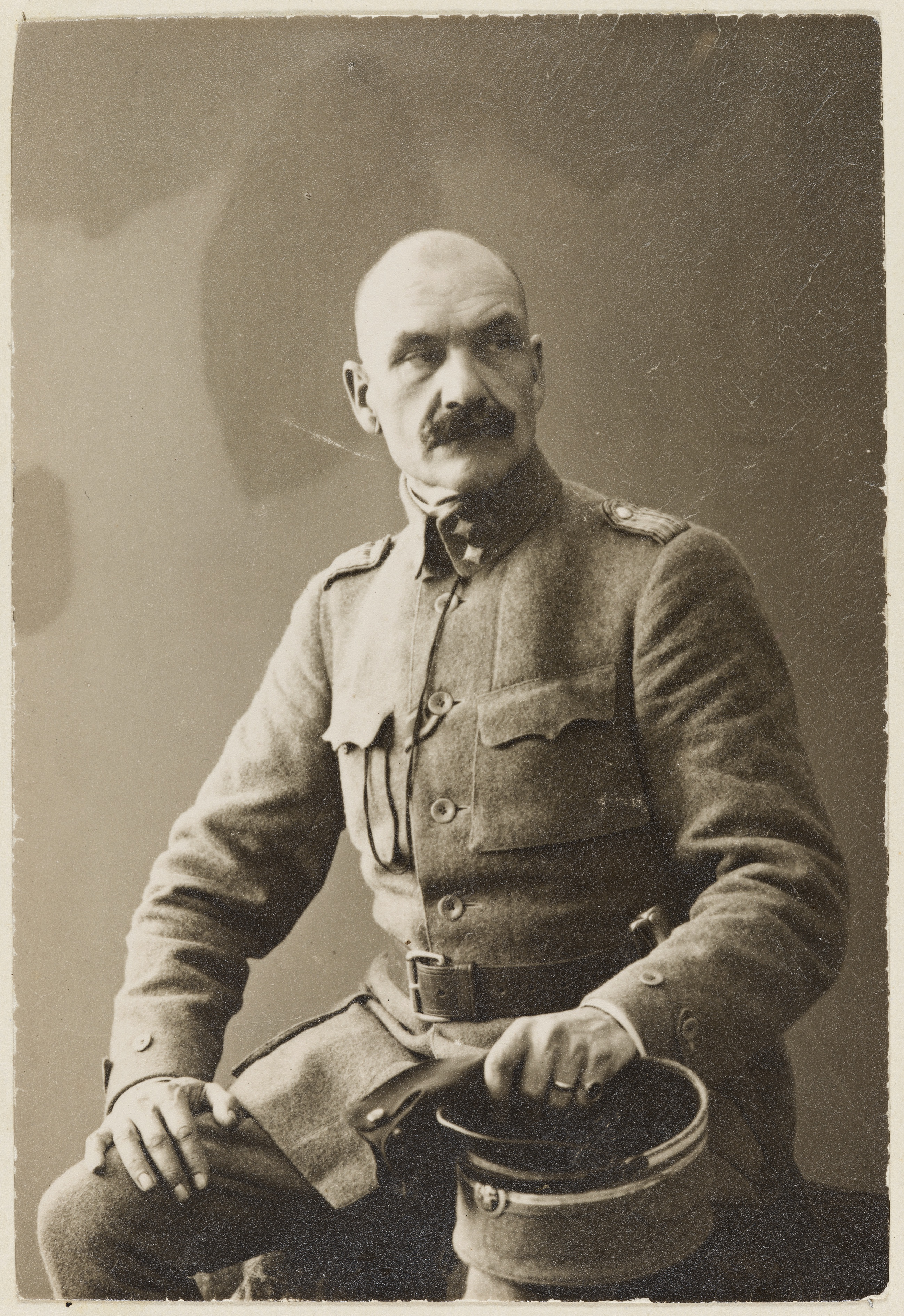
У часі війни за незалежність, 1918 рік

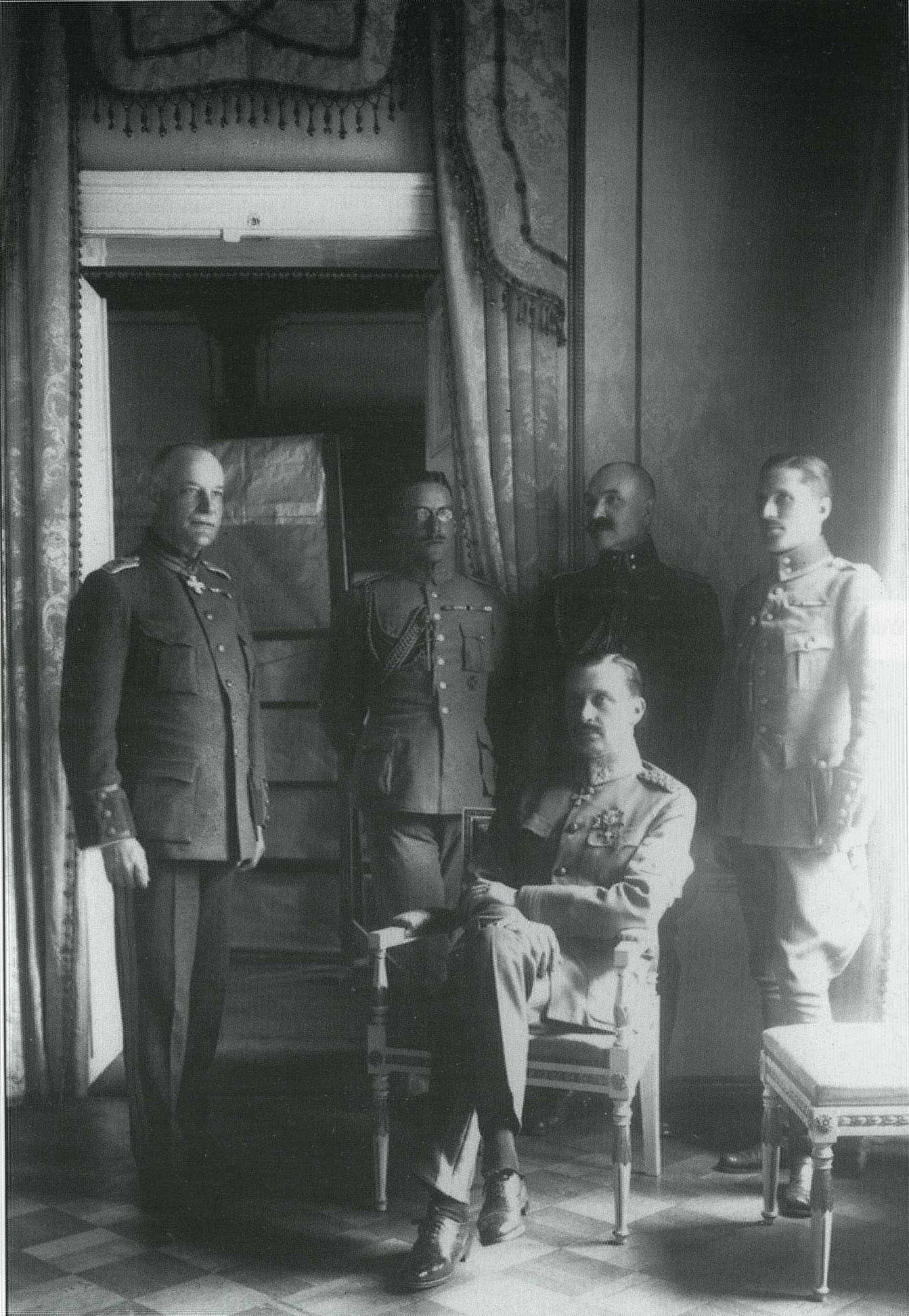
Маннергейм як регент (сидить), з його ад'ютантами (ліворуч) підп. Ліліусом, кап. Кеконі, лейт. Галлен-Каллелою, прап. Розенбройєром

Художню освіту отримав у 1884–1889 рр. у Парижі в Академії Жуліана. Починав як представник реалізму, малював побутові картини, сцени паризьких кафе. До цього періоду належить полотно «Стара жінка з котом», 1885, що здивувало неприхованим зображенням убогого життя фінських селян, здатного тільки скалічити, чим шокував тогочасне культурне суспільство.

### Повернення і шлюб

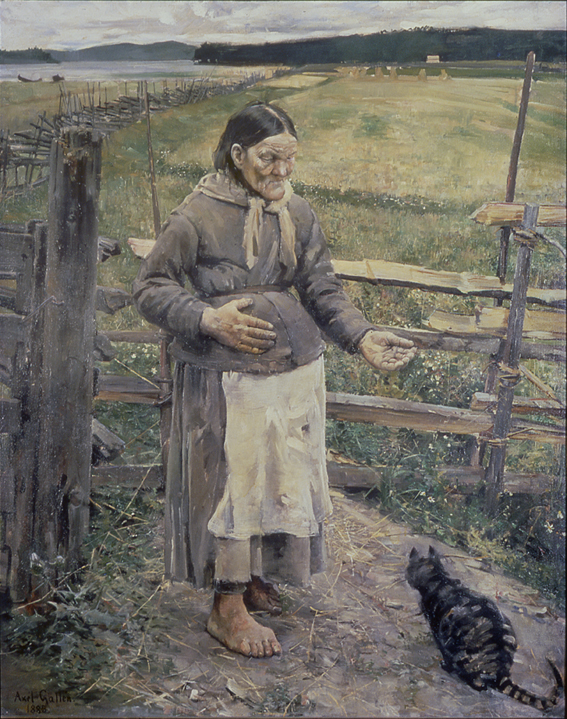
Фінська стара жінка з котом

У 1889 р. повернувся на батьківщину, де розпочав пошуки власних тем. Звернувся до національного пейзажу і епосу «Калевала», що стало захопленням митця на десятиліття.
У 1890 р. узяв шлюб з Марією Сльор. Молоді подорожували по Східній Фінляндії та Карелії, де знайомилися з окремими рунами (піснями) з «Калевали». Його твори цього періоду були розцінені як спротив національного митця проти русифікації Фінляндії і внесок в самоідентифікацію фінів як самостійної нації. Він змінив своє шведське прізвище Галлен на фінський лад — Каллела — і зробив обива варіанти написання подвійним прізвищем.
На початку 1890-х рр. робить проект і будує власну майстерню у Калелла в Руовесі. Жив там разом з дружиною, там же народились і його діти Крісті та Йорма.

### Участь у Всесвітній виставці 1900р.

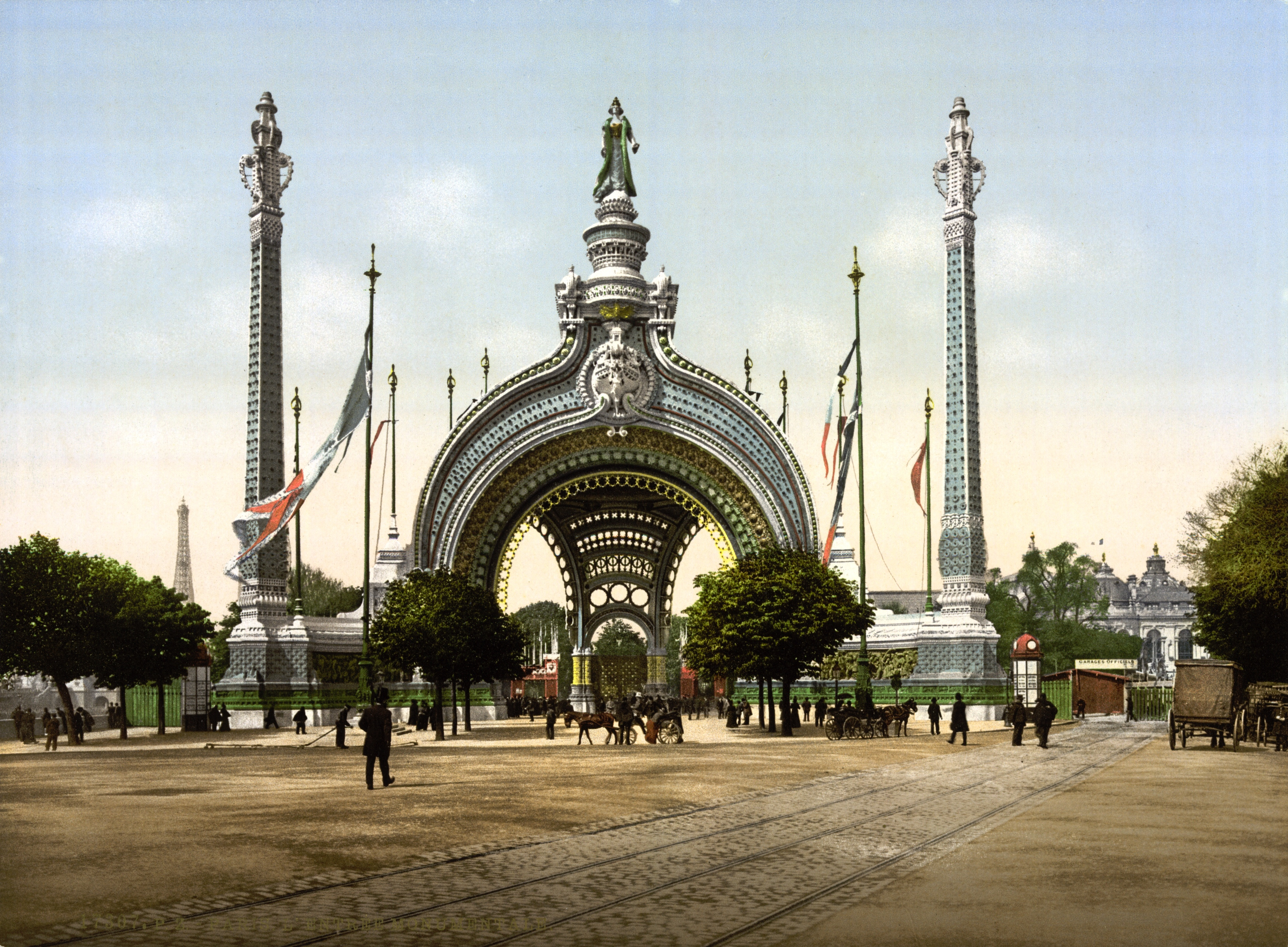
Головний вхід виставкового павільйону у Парижі, 1900

Як представник Фінляндії Галлен-Каллела брав участь в декоруванні національного павільйону на Всесвітній виставці 1900 р. в Парижі, де підросійська тоді Фінляндія мала окремий від Російської імперії павільйон. На виставці були твори художника (фрески, картини, графіка, текстиль і меблі за його проектами), за які отримав Золоту та Срібну медалі.

### Мандри
На хвилі депресії від мряки холодної Фінляндії зробив декілька далеких подорожей, жив у Східній Африці (сучасна Кенія), де до нього повернулося бажання малювати. Пізніше жив у Америці (у США в Чикаго та Нью-Мексико). Зібрав значні колекції етнографічного та зоологічного спрямування.

### Участь у війні за незалежність Фінляндії
Акселі Галлен-Каллела та його син Йорма брали участь у бойових діях на фронтах війни за незалежність у Фінляндії. Коли про це дізнався регент, генерал Маннергейм, він запросив Галлен-Каллелу розробити прапори, офіційні відзнаки та уніформу для нової незалежної Фінляндії. У 1919 році його призначили ад'ютантом Маннергейма.

### Смерть
Помер у Стокгольмі в 1931 р. Застудився після лекції і мав ускладнення після запалення легенів.

## Музей Галлен-Каллела

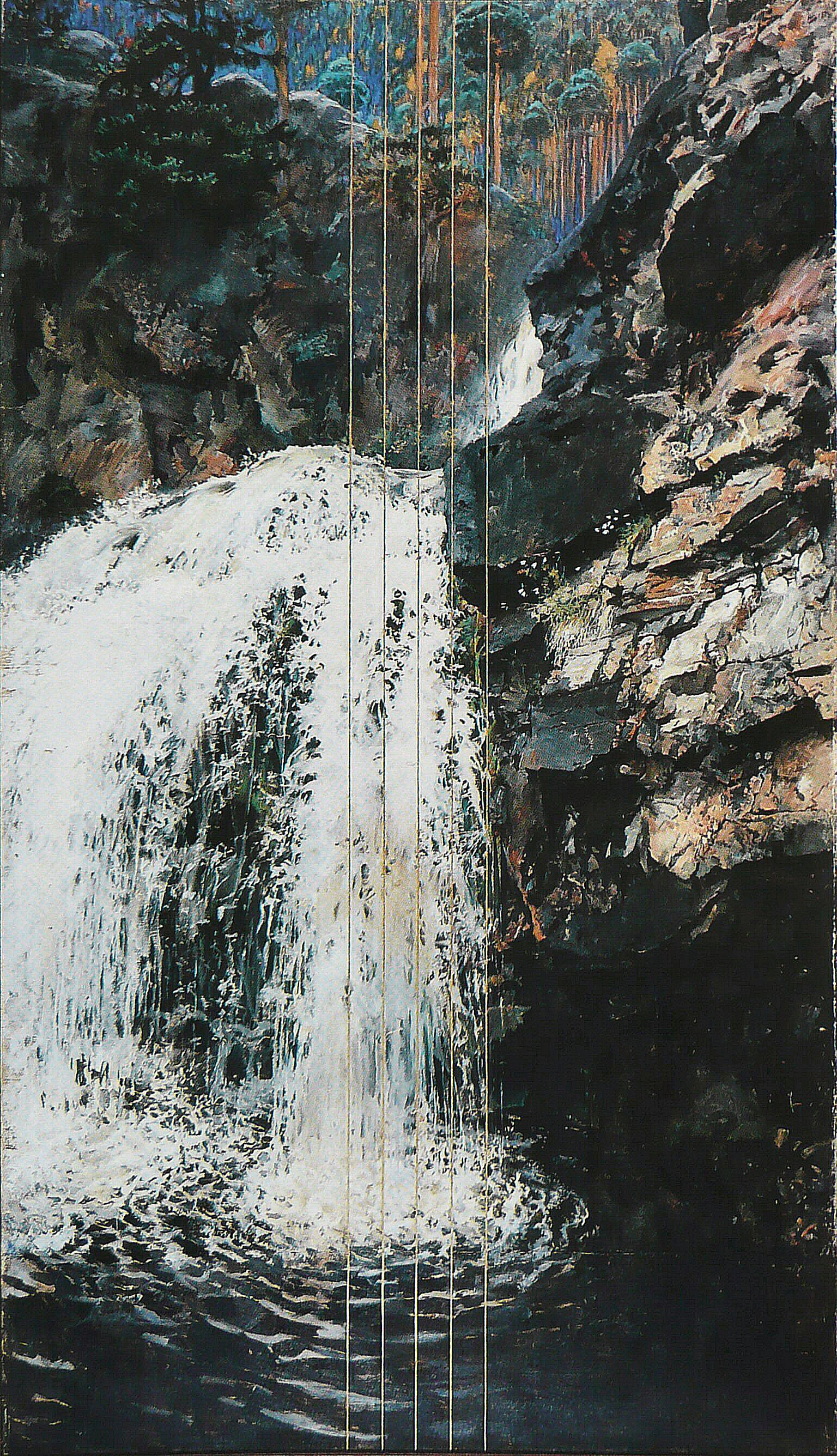
Водоспад у Мантікоскі

Ще у 1911—1913 рр. на місці невеликої вілли Альберга в Еспоо за ескізами майстра побудували його будинок і майстерню. Він давно бажав мати власне помешкання для себе та своєї родини. Це вдалося створити в Тарваспяя (Tarvaspää), де він втілив у життя мрію своєї юності: «в нетрях я хотів би мати невеличкий замок з зубчастою вежею, будівлю з сірого каменю та деревини сосни і дуба».
З 1961 року в його оселі створено меморіальний музей.

## Вибрані твори
- Стара жінка з котом, 1885, Художній музей Турку
- Після балу в паризькій Опері, 1888, колекція Вульф
- Автопортрет у повітрі, 1894, приватна збірка
- Натхнення, гравюра 1896, музей Галлен-Каллела
- Іматра взимку, 1893, Атенеум, Гельсінкі
- Водоспад Мянтюкоскі, 1893
- Ковалі кують скарб Сампо, 1893
- Сумний бенкет (Симпозиум, 1894)
- Відплиття Вяйнемейнена, варіанти 1896 — 1906
- Помста Йоукагайнена, 1897
- Осуд братоубивці, 1897
- Автопортрет для галереї Уффіці, 1916, музей Галлен-Каллела

## Джерела

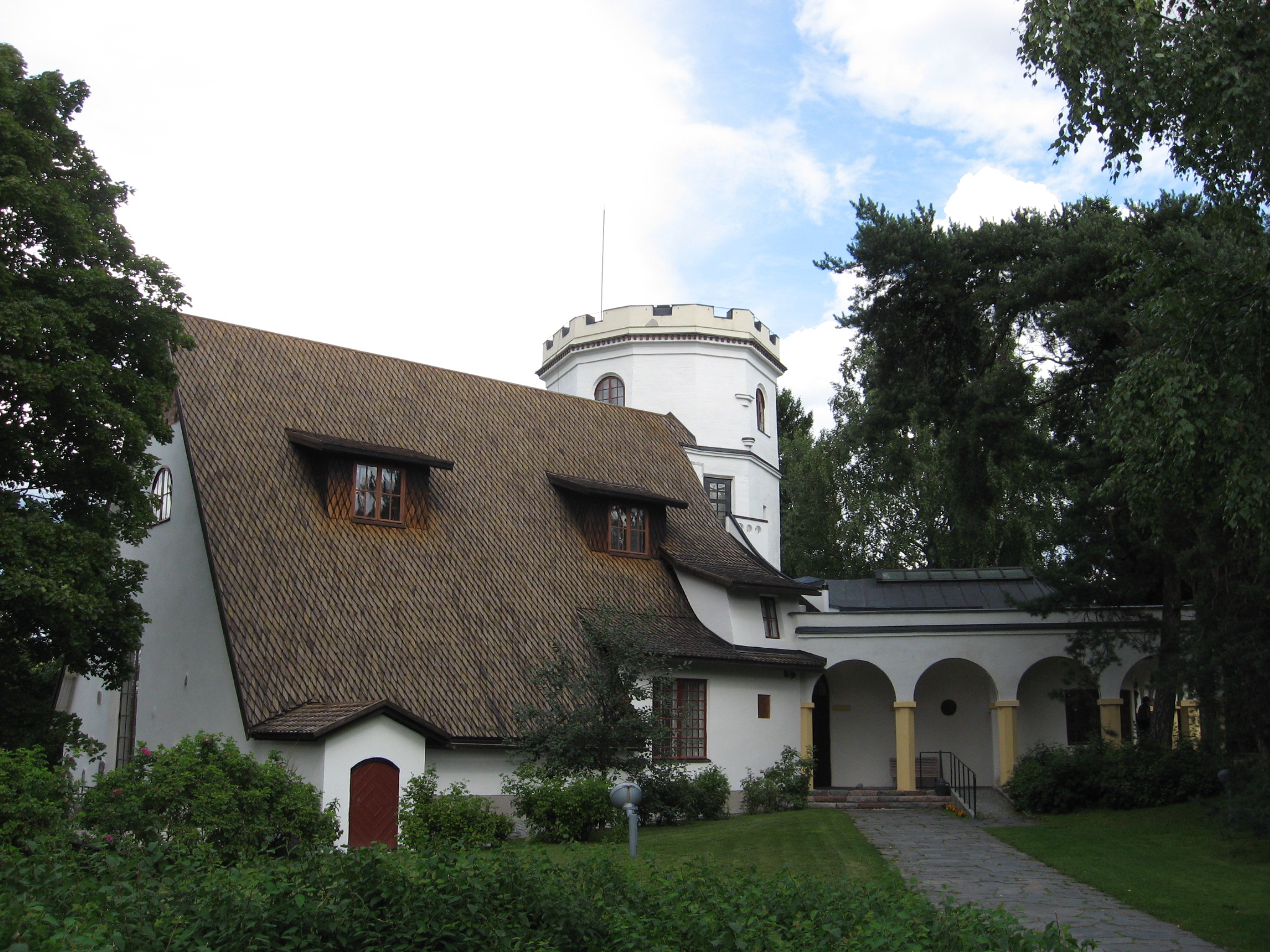
Тарваспяя, Музей Галлен-Каллела влітку

### Галерея

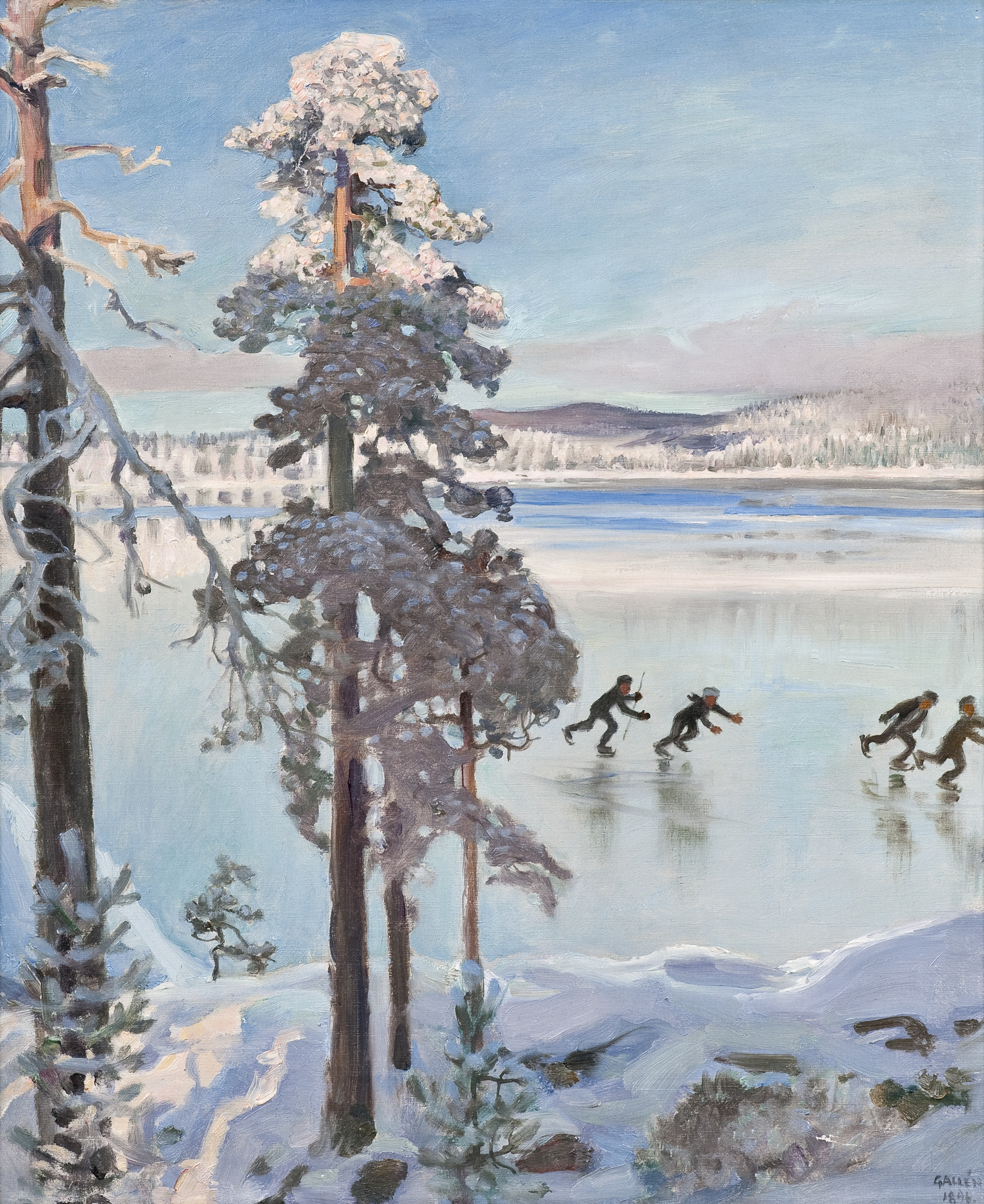
Акселі Галлен-Каллела. " Ковзанярі на льоду озера ", 1896 р.

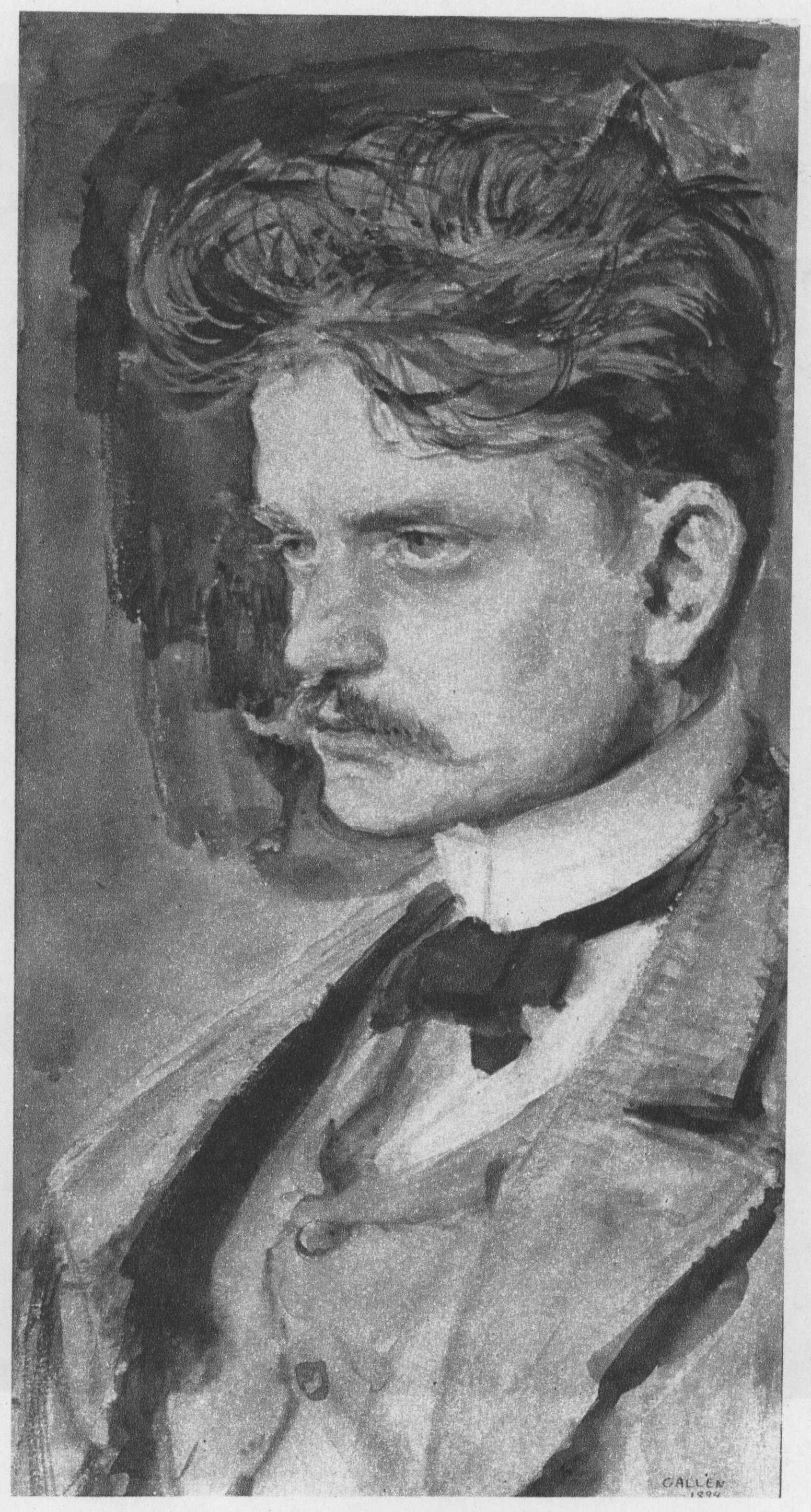
Акселі Галлен-Каллела. «Портрет Сібеліуса»
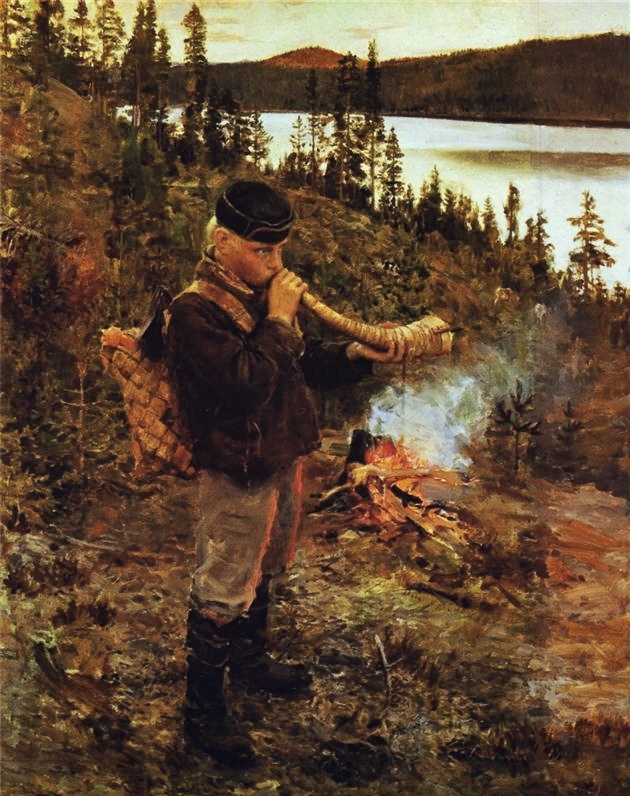
Акселі Галлен-Каллела. «Пастушок з Панаярві», 1892 р. Атенеум
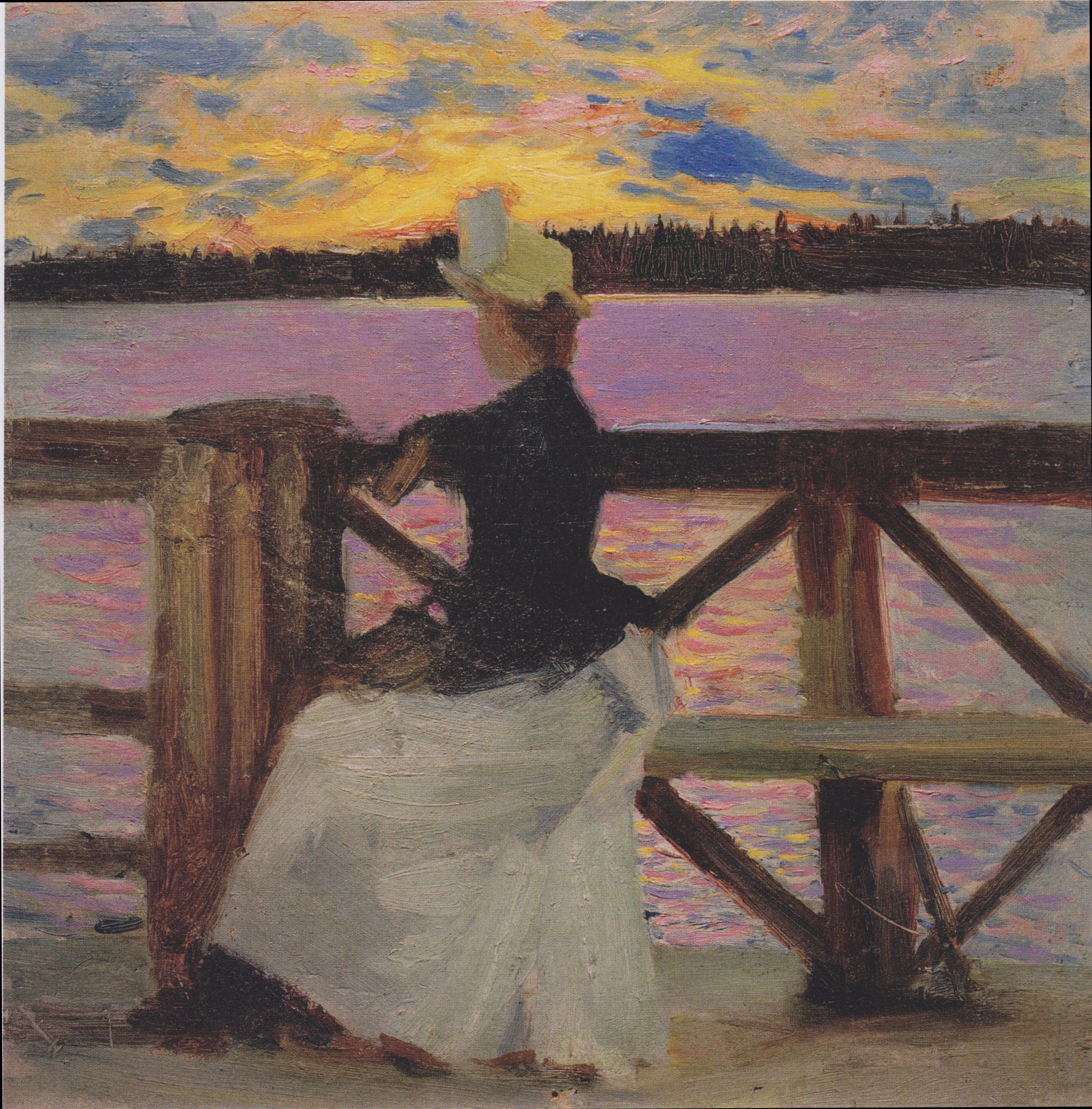
Акселі Галлен-Каллела. «Марія Галлен на мосту Кумоніємі»
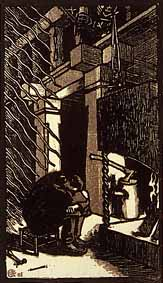
Акселі Галлен-Каллела. «Натхнення», гравюра 1896 р., музей Галлен-Каллела

### Твори до епосу " Калевала "

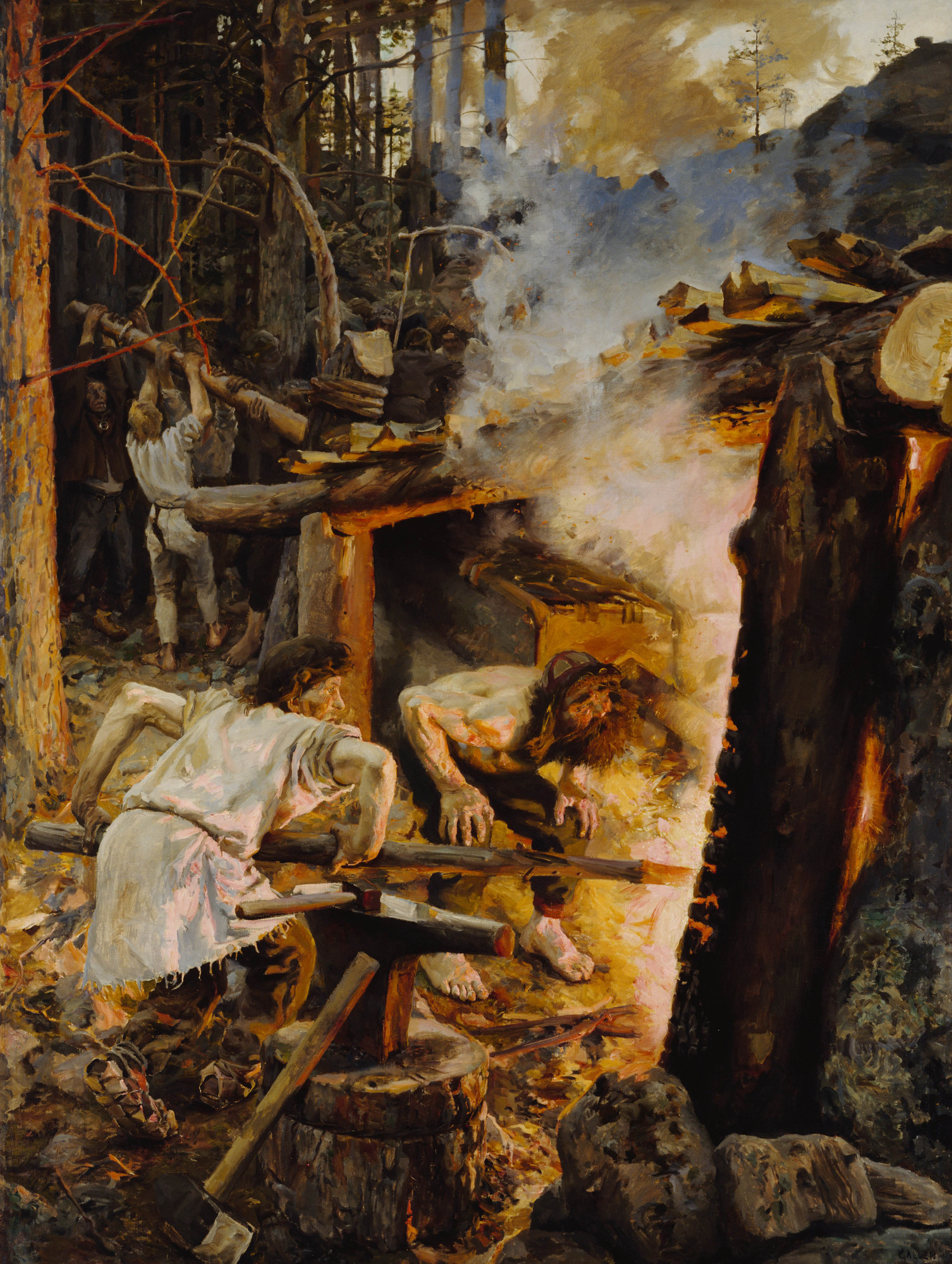
Акселі Галлен-Каллела. «Ковалі кують скарб Сампо»
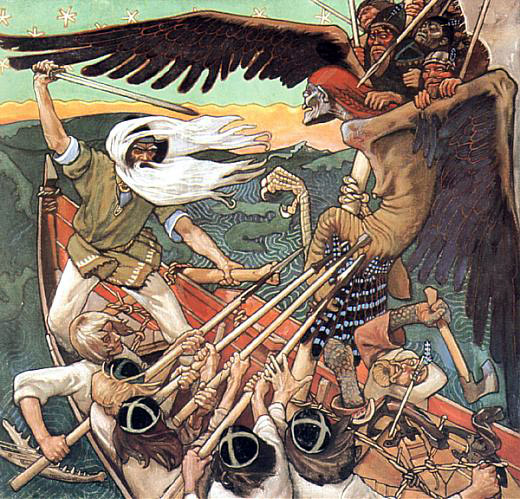
Акселі Галлен-Каллела. «Захист Сампо від чудовиськ»
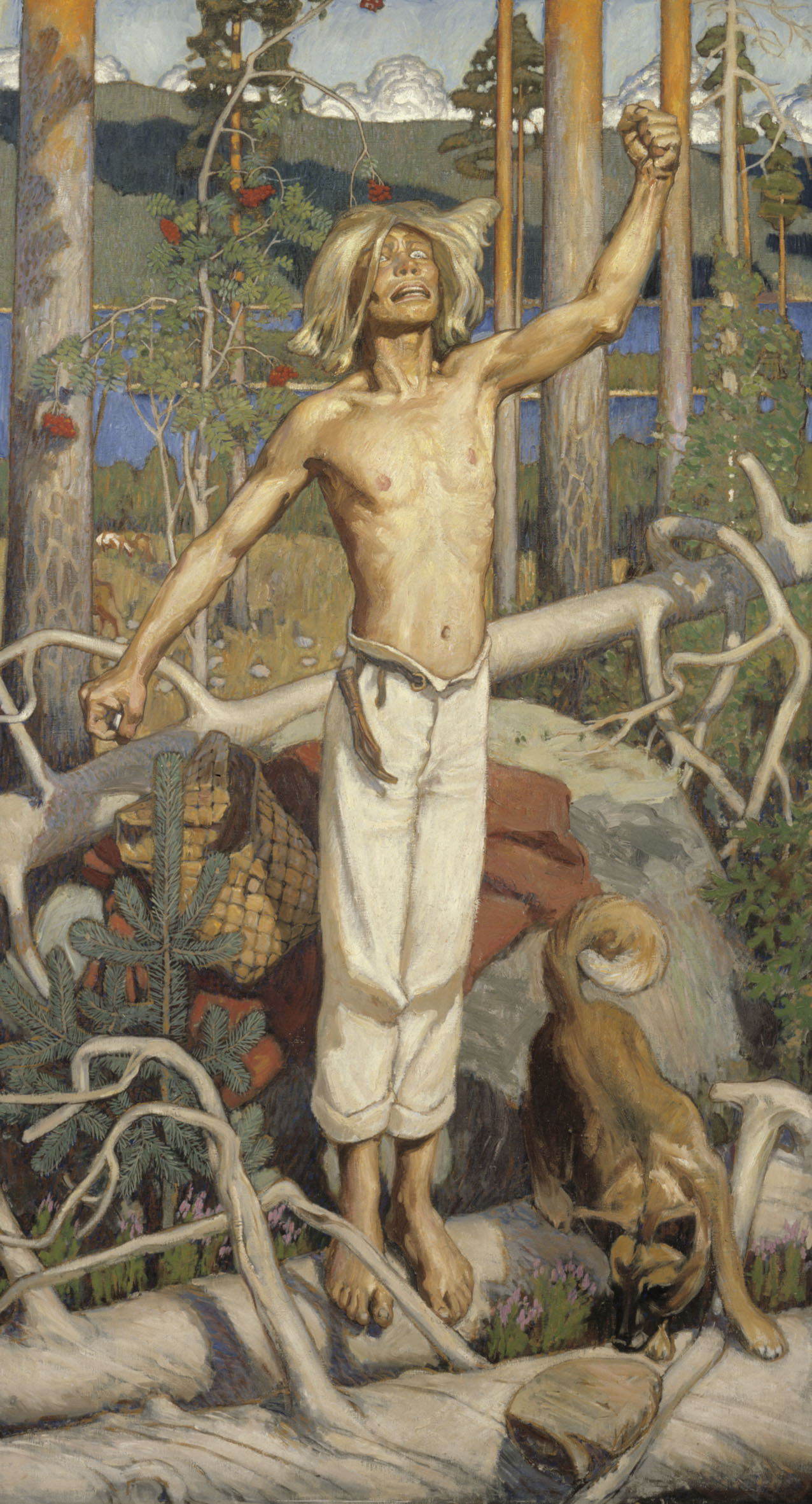
Акселі Галлен-Каллела. «Прокляття Куллерво»
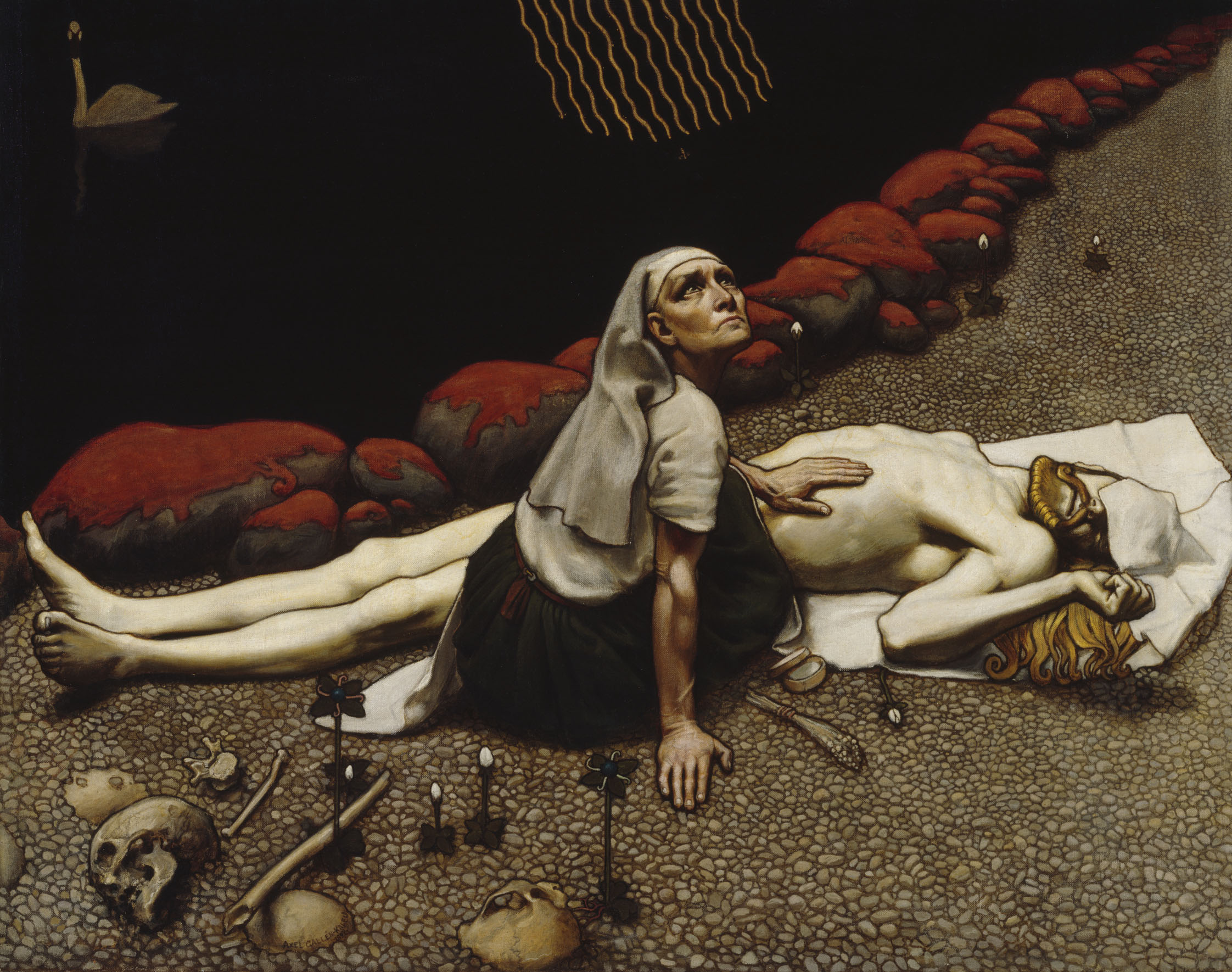
Акселі Галлен-Каллела. «Мати Леммінкяйнена»
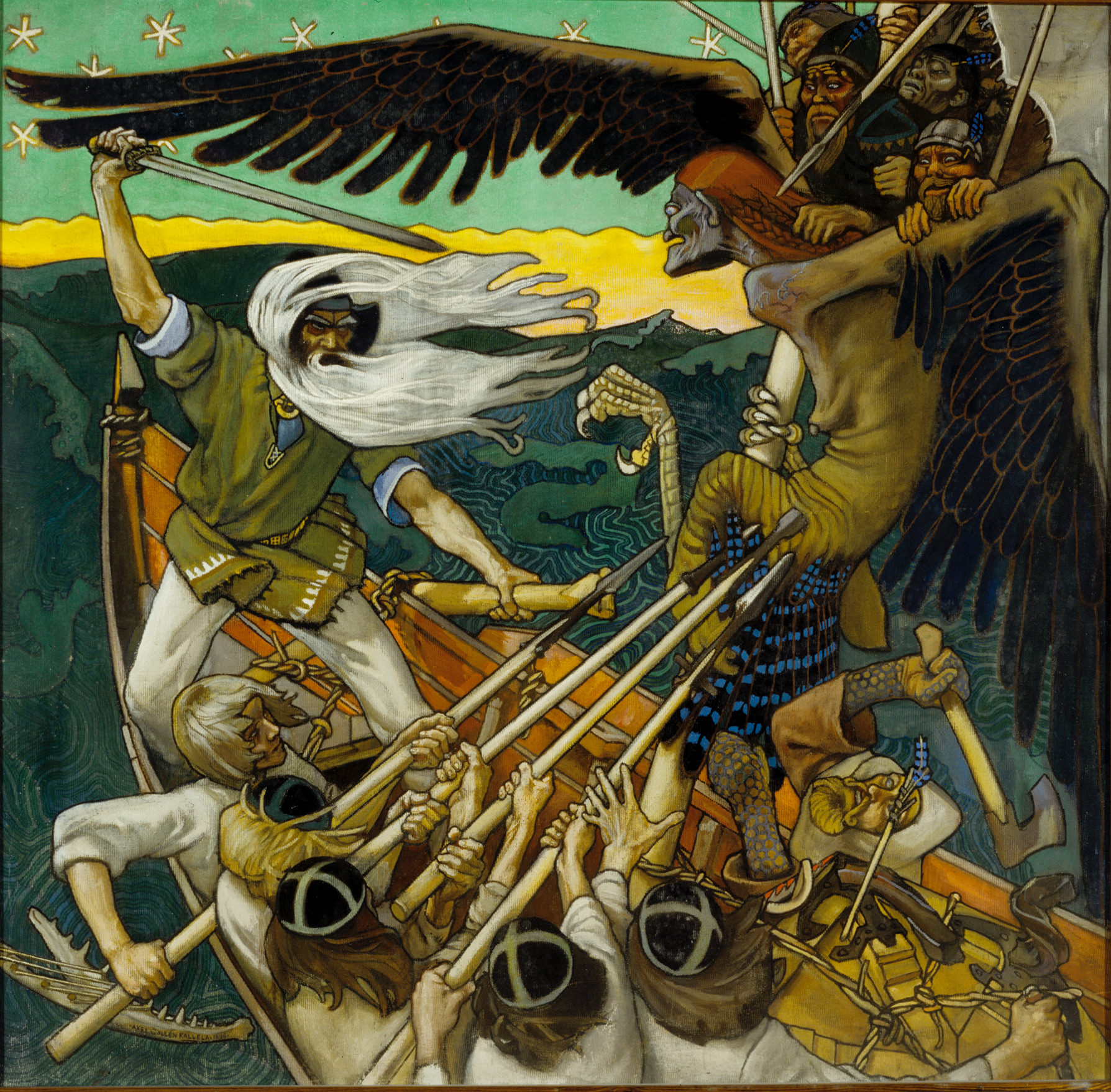
Типовий зразок "Кареліанізму", Оборона Сампо, 1896